# Övre Ulleruds församling
Övre Ulleruds församling var en församling i Karlstads stift och i Forshaga kommun. Församlingen uppgick 2006 i Ulleruds församling.

## Administrativ historik
Församlingen har medeltida ursprung. År 1670 utbröts Ransäters församling.
Församlingen var till 1 maj 1882 annexförsamling i pastoratet Kil, Frykerud, Övre Ullerud och Nedre Ullerud och som även omfattade Nyeds församling mellan 1595 och 15 februari 1608 och Ransäters församling från 1672. Från 1 maj 1882 till 1 maj 1926 var den moderförsamling i pastoratet Övre Ullerud, Nedre Ullerud och Ransäter som från 1918 även omfattade Munkfors församling. Från 1 maj 1926 till 1962 utgjorde församlingen ett eget pastorat för att därefter till 2006 vara annexförsamling i pastoratet Nedre Ullerud och Övre Ullerud. Församlingen uppgick 2006 i Ulleruds församling.

## Organister
| Period    | Namn                     | Levnadstid | Övrigt   |
| --------- | ------------------------ | ---------- | -------- |
| 1858–1860 | Olof Nyqvist             | 1828–      | Organist |
| 1860–1861 | Nils Jonsson Alstergren  | 1830–1886  | Organist |
| 1861–1916 | Erik Larsson Wennerlöf   | 1839–1919  | Organist |
| 1916–     | Tord Gottfrid Ljungström | 1891–1985  | Organist |

## Kyrkor
- Övre Ulleruds kyrka